# Cabernet Ruby
Cabernet Ruby je crvena sorta nastala 1936. godine zahvaljujuću dr. Harold Olmu iz Davisa u Kaliforniji. Križao je već poznate sorte Cabernet Sauvignona i Carignana u namjeri da stvori lozu otpornu na visoke temperature poput Carignana i visoke kvalitete, koju posjeduje Cabernet Sauvignon.
Ova sorta daje vino boje rubina i ugodne arome višnje, ali se još nije dokazala da može dati vino visoke kvalitete. Bez obzira na to, vrlo je popularna među vinogradarima zbog svoje otpornosti na jake vjetrove i visoke temperature. Ova loza uspijeva tamo gdje druge ne mogu.
Cabernet Ruby se najviše uzgaja u Kaliforniji, Južnoj Africi, Čileu, Argentini i Australiji. 

## Vanjske poveznice
- Mali podrum  Arhivirana inačica izvorne stranice od 28. rujna 2007. (Wayback Machine) - Cabernet Ruby; hrvatska vina i proizvođači